# Zodarion judaeorum
Zodarion judaeorum là một loài nhện trong họ Zodariidae.
Loài này thuộc chi Zodarion. Zodarion judaeorum được Gershom Levy miêu tả năm 1992.